# Andrij Kłymenko
Andrij Witalijowycz Kłymenko (ukr. Андрій Віталійович Клименко; ur. 13 września 1977) – ukraiński piłkarz, grający na pozycji obrońcy, a wcześniej pomocnika.

## Kariera piłkarska

### Kariera klubowa
Wychowanek UFK Lwów. W 1994 rozpoczął karierę piłkarską w FK Lwów. Latem 1997 przeszedł do Worskły Połtawa, w składzie której 9 lipca 1997 debiutował w Wyszczej lidze w meczu z Krywbasem Krzywy Róg (0:2). Potem występował w klubach Zirka Kirowohrad i Metałurh Donieck, a latem 1999 powrócił do FK Lwów. Po tym jak klub w 2001 został rozwiązany przeniósł się do Krywbasa Krzywy Róg. Po występach w FK Ołeksandrija i Zakarpattia Użhorod latem 2004 powrócił do Worskły Połtawa. Zakończył karierę piłkarską w zespole Hirnyk-Sport Komsomolsk.

### Kariera reprezentacyjna
W 1994 występował w juniorskiej reprezentacji Ukrainy. Na juniorskich mistrzostwach Europy w 1994, rozgrywanych w Irlandii, gdzie ukraińska reprezentacja zajęła 3. miejsce.

## Sukcesy i odznaczenia

### Sukcesy reprezentacyjne
- brązowy medalista Mistrzostw Europy U-16: 1994